# Louis Lafitte
Louis Lafitte (Parigi, 15 novembre 1770 – Parigi, 3 agosto 1828) è stato un pittore francese.

## Biografia

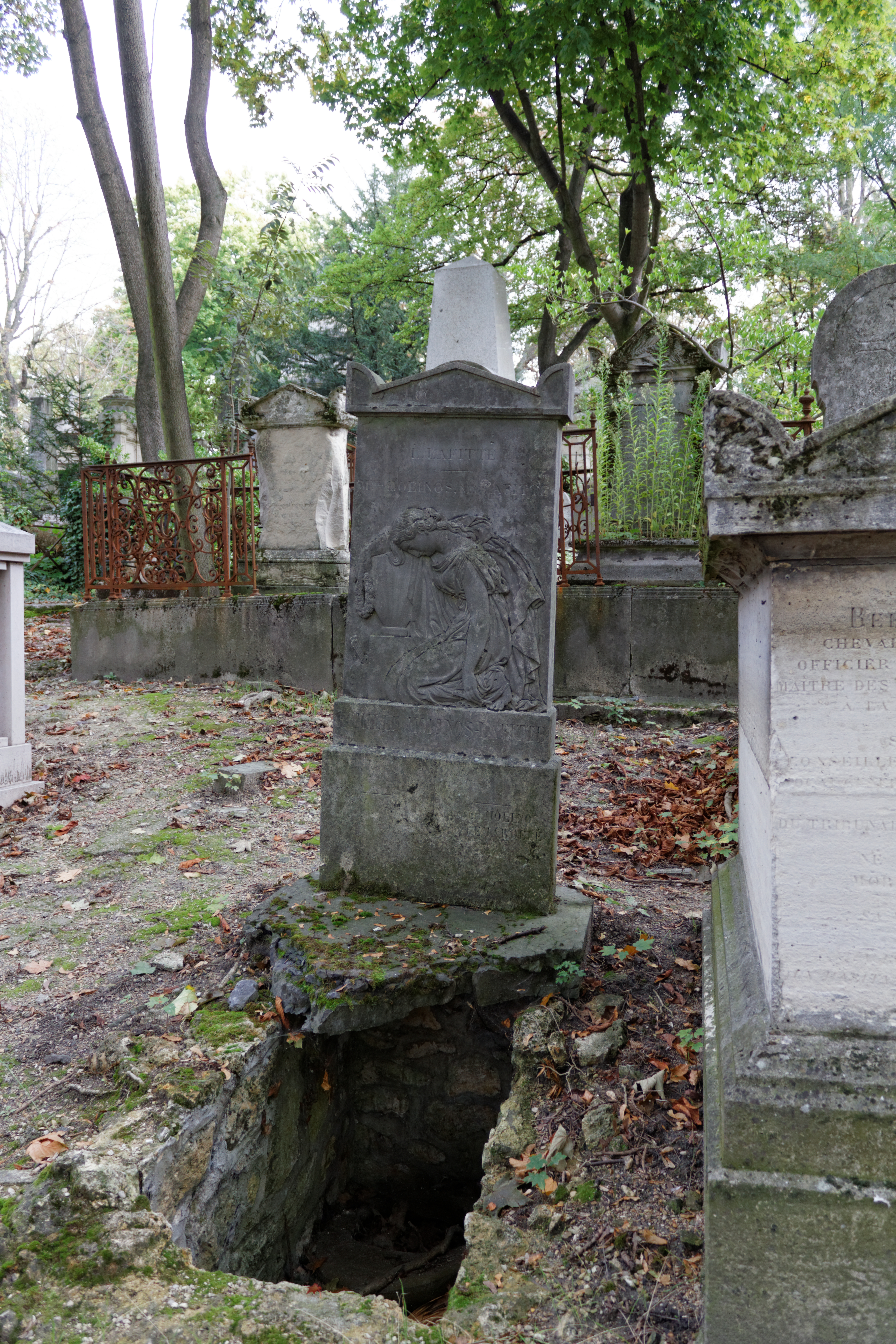
Tomba al cimitero di Père-Lachaise.

Louis Lafitte nasce il 15 novembre 1770 a Parigi, figlio di un parrucchiere che ospitò, verso il 1778, il pittore Simon Mathurin Lantara (1729-1778), un artista dotato ma povero.
Lantara rivela, a casa del suo ospite, di avere un dono per il disegno. Egli diviene così allievo di due incisori: Gilles Demarteau (1750-1802) e poi, nel 1786, Jean-Baptiste Regnault.
Ammesso all'Accademia reale di pittura e scultura a Parigi, ottiene il grande prix de Rome di pittura del 1791. Egli è l'ultimo pittore inviato a Roma sotto il regno di Luigi XVI.
Nel 1793, deve fuggire da villa Medici a causa del sollevamento italiano contro i Francesi. Si rifugia a Firenze, dov'è nominato professore di accademia.
Nel 1795 rientra a Parigi e s'installa al n.o 17 di rue du Théâtre Français (oggi 21 di rue de l'Odéon). Dipinge in compagnia degli artisti Constance-Marie Charpentier, che abita i luoghi dopo il suo matrimonio del febbraio 1793, e Pierre Bouillon, che abita nella stessa via.
Nel 1796 si sposa e ha una figlia.
Dei problemi finanziari lo costringono a orientarsi verso la decorazione e l'illustrazione. Nel 1796, fornisce dodici disegni per il Calendario repubblicano. Produce anche delle decorazioni dipinte a olio su carta, destinate ad essere rischiarate e viste in trasparenza (incise da Salvatore Tresca).
Nel 1800, lavora presso il Castello di Malmaison insieme all'architetto Charles Percier. Ne orna alcune parti, tra le quali la sala da pranzo ove dipinge a stucco, monocromatico, otto danzatrici nello stile pompeiano.
Nel 1809, il Senato conservatore gli ordina una tela monumentale rappresentante L'instaurazione della Repubblica Cisalpina a Milano il 9 luglio 1797, ma non riesce a comporre la scena.
Nel 1810, egli decora la maquette in grandezza naturale dell'Arco di Trionfo di Parigi, sotto il quale l'imperatore Napoleone I e Maria Luisa dovranno passare il 2 aprile, per il loro ingresso in Parigi. Egli dipinge in trompe-l'œil i bassorilievi che rappresentano Gli abbellimenti di Parigi, La Legislazione, l'Industria nazionale, La Clemenza dell'Imperatore et L'Arrivo dell'Imperatrice.
Il 9 giugno 1811, in occasione del battesimo del principe imperiale, disegna una medaglia commemorativa che viene incisa da Bertrand Andrieu. Il diritto rappresenta l'Imperatore di profilo, con corona di alloro, mentre il rovescio lo mostra in piedi dinnanzi al suo trono, in veste di cerimonia, mentre solleva il figlio al di sopra del fonte battesimale. Una seconda medaglia porta, sul rovescio, l'iscrizione:
(Iscrizione sulla medaglia di Louis Lafitte, incisa da Bertrand Andrieu (quaranta città elencate))
Dal 1800 al 1814, disegna modelli per la Manifattura di Sèvres, tra i quali il vaso intitolato Louis XIV règne par lui-même, 1661 (Salone del 1828).
Dal 1807 al 1808 realizza le decorazioni del Teatro dell'Imperatrice, ricostruito da Jean Chalgrin.
Dal 1814 al 1816, collabora con Merry-Joseph Blondel a dodici motivi di carta dipinta, in camaïeu di grigio o di seppia sul tema di Amori di Psiche e di Cupido dal romanzo di Jean de La Fontaine.
Nel 1816 si reca a Londra. Il re Giorgio III gli ordina dei disegni per Carlton House, in occasione di una festa.
Rientrato in Francia, realizza dei disegni per la nascita del duca di Bordeaux nel 1820, e per l'incoronazione di Carlo X nel 1825.
Nel 1823 riceve le insegne di Cavaliere della Legion d'onore, in quanto "disegnatore del Gabinetto del re".
Muore dopo breve malattia, a casa sua, situata in place des Quatre-Nations (attuale place de l'Institut - VI arrondissement) di Parigi, il 3 agosto 1828.
La sua salma viene inumata nel Cimitero di Père-Lachaise, (28ª divisione).
I suoi beni vengono venduti all'asta dal 18 al 24 dicembre 1828.

## Collezioni pubbliche

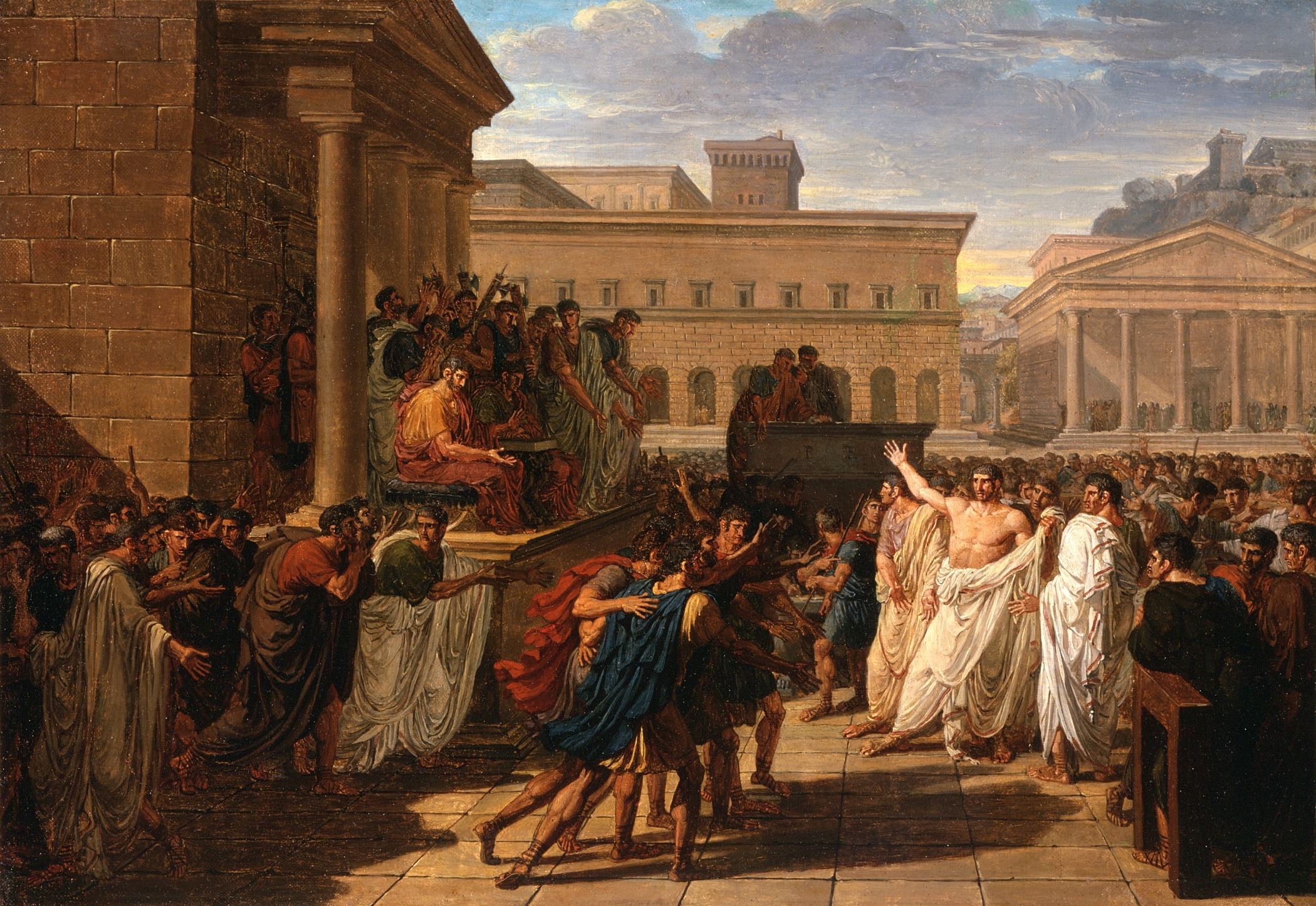
Bruto ascolta gli ambasciatori dei Tarquini al Los Angeles County Museum of Art.

- Los Angeles County Museum of Art :
  - Figure allegoriche della Libertà
  - Progetti per rovescio di medaglie commemorative
- Digione, museo Magnin:
  - Termidoro, olio su tela
  - Ritratto di giovanotto
  - Modello di fontana da tè (1) e (2)
- Museo nazionale del castello di Fontainebleau : Allegoria della nascita del Re di Roma, acquarello
- Castello di Laval:
  - Psiche in bagno, carta dipinta, edizione originale della manifattura Joseph Dufour nel 1815, dai disegni di Merry-Joseph Blondel e di Louis Laffitte[8]
  - Psiche raccolta da un pescatore, carta dipinta, edizione originale della manifattura Dufour nel 1815, da dei disegni di Merry-Joseph Blondel e Louis Laffitte[9]
  - Psiche che vuole pugnalare Amore, carta dipinta, edizione originale per la manifattura Dufour nel 1815, da dei disegni di Merry-Joseph Blondel e Louis Laffitte[10]
- Castello di Malmaison : Danzatrici, 1800, otto dipinti a muro per la sala da pranzo e dipinti per altre parti
- Montpellier, museo Fabre : disegni
- Parigi, Scuola Nazionale Superiore di Belle Arti : Regolo che torna a Cartagine
- Parigi, Biblioteca nazionale di Francia : Carro trionfale su cui furono trasportate le ceneri di Voltaire , 1793
- Parigi, Fondazione Dosne-Thiers, quattro disegni per la decorazione della maquette dell'Arco di Trionfo di Parigi, 1810:
  - Clemenza dell'Imperatore
  - La Legislazione
  - Gli Abbellimenti di Parigi
  - l'Industria
- Parigi, museo del Louvre: Gladiatore morente, 1795, olio su tela
- Parigi, Palazzo del Lussemburgo:
  - Instaurazione della Repubblica Cisalpina a Milano il 9 luglio 1797, 1809
  - Allegoria della nascita del Re di Roma, 1811, acquerello
- Zecca di Parigi : Battesimo del Re di Roma, due modelli di medaglia
- Parigi, Teatro dell'Odéon: decorazioni distrutte durante l'incendio del 1819
- Poitiers, museo Sainte-Croix : Ritratto di Famiglia
- Pontoise, museo Tavet-Delacour : Achille piangente sul corpo di Patroclo
- Museo delle Belle Arti di Rouen: Regolo ritorna a Cartagine, secondo schizzo
- Manifattura nazionale di Sèvres: Luigi XIV regna da sé stesso, 1661, Salone del 1828, disegno per il vaso[5]

### Stampe
- Leda e il Cigno, verso il 1793, disegno che servì per il mese di Termidoro nel calendario repubblicano.
- Regolo che torna a Cartagine, inciso da Normand, comparso in Les Annales du Musée, planche 7.
- Il festino reale, inciso da François Noël Sellier e da Auguste II Blanchard[11].

### Medaglie
- Medaglie commemorative del battesimo del Re di Roma, 1811, disegni

### Illustrazioni
- Raccolta completa di incisioni fatte dai disegni di M. Lafitte, di cui parte degli Annali del Museo; Princìpi di disegno, studi di teste, le feste per il ritorno del duca di Angoulême, numerosi ritratti e un gran numero di vignette per diverse opere.[12]

## Saloni
- 1795 : Gladiatore morente
- 1798 : Ritratto dell'attore Saint-Prix
- 1806 :
  - Battaglia di Rivoli
  - Fuochi d'artificio del 16 dicembre 1804 in occasione dell'incoronazione
  - Ritratto di Bernardin de Saint-Pierre
  - Soggetto di Paolo e Virginia
  - Marte e Venere
- 1808: Clemenza di Napoleone verso Madame de Hatzfeld, accordando la grazia a suo marito
- 1810:
  - Clemenza dell'Imperatore
  - La Legislazione
  - Gli Abbellimenti di Parigi
  - L'Industria